# حماكا
حماكا كان مسؤولاً مهماً خلال فترة حكم الملك دن من الأسرة الأولى. أظهرت أبحاث التأريخ بالكربون المشع التي أجريت في الخمسينيات أن فترة حياة حماكا كانت حوالي 3100 قبل الميلاد.
كان أحد ألقاب حماكا هو "حامل ختم ملك الوجه البحري"، مما يحدد فعلياً دوره كمستشار وثاني أقوى شخص بعد الملك.
قبر حماكا أكبر من قبر الملك نفسه، ولعدة سنوات كان يُعتقد خطأً أنه ينتمي إلى دن. تم التنقيب عن القبر لأول مرة بواسطة سيسيل مالابي فيرث في عام 1931 واستمر العمل تحت إشراف والتر بريان إيمري بدءاً من عام 1936.
هذا القبر، الواقع في الجزء الشمالي من سقارة، احتوى على العديد من المرفقات الجنائزية من هذه الفترة، بما في ذلك العديد مما يبدو أنها أقراص لعب وصندوق خشبي دائري يحتوي على أقدم قطعة باقية من البردي. يُعتقد أن غنى وكثرة الأثاث الجنازي من هذه المقبرة وكذلك قبور المسؤولين الآخرين من هذا الوقت تعكس الازدهار النسبي لفترة حكم دن.

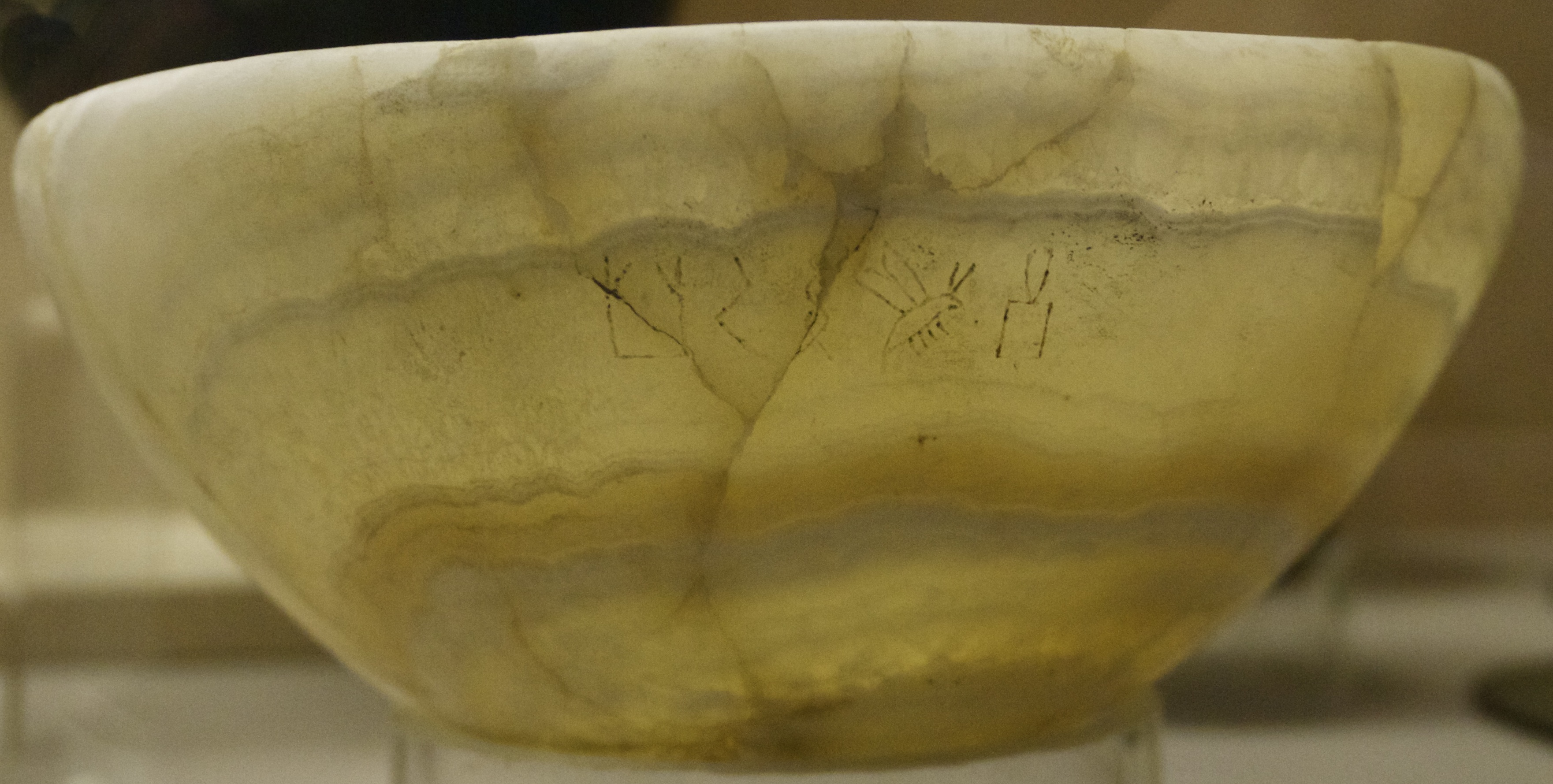
مزهرية من الألباستر تحمل اسم حماكا ولقبه حامل ختم ملك الوجه البحري. المتحف الأثري الوطني (فرنسا)

كما يظهر من النقوش على أختام الفخار، كان حماكا مسؤولاً أيضًا عن صيانة أحد المجالات الملكية للملك دن، وهو مزرعة أو كرم للاستخدام الخاص للعائلة المالكة ولاحقًا لدعم العبادة الجنائزية للملك. يبدو من المحتمل أنه بدأ خدمته للملك في هذا المنصب، ثم ارتقى لإدارة مجالات أخرى حتى وصل إلى منصب المستشار.